# Iwan Huszałewycz
Iwan Huszałewycz czyli Jan Guszalewicz (ukr. Іван Миколайович Гушале́вич, ur. 4 grudnia 1823 w Pałasziwce, zm. 2 czerwca 1903 we Lwowie) – ukraiński poeta, pisarz, dramaturg, polityk, dziennikarz i wydawca, ksiądz greckokatolicki.
Urodził się w wielodzietnej rodzinie chłopskiej. Średnie wykształcenie zdobył w Buczaczu, później studiował teologię i filozofię na Uniwersytecie Lwowskim. Po ukończeniu studiów uczył języka rosyjskiego w lwowskich gimnazjach, w tym w akademickim gimnazjum. Tworzyć zaczął od roku 1841, w 1849 wydawał gazetę „Nowyny”, potem tygodnik „Pczoła”, a w latach 1851–1852 „Zorię Hałycką”.
W 1855 objął parafię w Janowcu. W 1861 został posłem Sejmu Krajowego Galicji, a w 1866 posłem do parlamentu austriackiego. Na I kadencję Sejmu Krajowego wybrany z IV kurii obwodu Stryj, z okręgu wyborczego nr 34 Dolina-Bolechów-Rozniatów.
Pisał pieśni, ody, elegie, hymny, bajki, legendy, jak również często wystawianą sztukę teatralną „Pidhorjany”(1879). 
Pochowany na Cmentarzu Łyczakowskim.

## Literatura
- Stanisław Grodziski: Sejm Krajowy Galicyjski 1861-1914. Warszawa: Wydawnictwo Sejmowe, 1993. ISBN 83-7059-052-7.
- Wykaz Członków Sejmu krajowego królestwa Galicyi i Lodomeryi, tudzież wielkiego xięstwa Krakowskiego w r. 1863. Lwów, 1863, s. 5.
- І. Возний. Іван Гушалевич, наш земляк. „Вільне життя”, 21 листопада 1965. (ukr.)
- Іван Гушалевич: [Корот. біогр. довідка]. Тернопіль: Тернопільщина літературна. Дод. № 2. — Тернопіль, 1991, s. 17. (ukr.)
- І. Франко: Іван Гушалевич. [W] Зібрання творів. У 50-ти томах. Т. 35. Літ.-критич. праці. К., 1982, s. 7-74. (ukr.)